# Хлороауринова кислота
Хлороауринова кислота, також золотиста кислота — неорганічна сполука з хімічною формулою H[AuCl4]. Утворює гідрати H[AuCl4]·nH2O Відомі як тригідрат, так і тетрагідрат. Обидва являють собою оранжево-жовті тверді речовини, що складаються з плоского аніона [AuCl4]−. Часто хлороауринову кислоту здобувають у вигляді розчину, наприклад, отриманого шляхом розчинення золота в царській воді. Ці розчини можна перетворити на інші комплекси золота або відновити до металевого золота чи наночастинок золота.

## Будова
Тетрагідрат кристалізується як [H5O2]+[AuCl4]− і дві H2O. Ступінь окислення золота в H[AuCl4] (хлороауринова кислота) та в його аніоні [AuCl4]− = +3. Солі золотистої кислоти (тетрахлораурат(III) кислоти) — тетрахлораурати, що містить аніони [AuCl4]− (тетрахлораурат(III) аніони), які мають квадратну планарну молекулярну геометрію. Відстані Au–Cl (Золото-Хлор) становлять близько 2,28 Å. Інші комплекси d8 мають подібні структури, наприклад тетрахлорплатинат(II) [PtCl4]2−.

## Фізичні властивості
Тверда хлороауринова кислота є гідрофільним (іонним) протонним розчином. Вона розчинна у воді та інших кисневмісних розчинниках, таких як спирти, естери (складні ефіри), прості ефіри та кетони. Наприклад, у сухому дибутиловому ефірі або діетиленгліколі розчинність перевищує 1 М. Насичені розчини в органічних розчинниках часто є рідкими сольватами певної стехіометрії. Золотиста кислота є сильною монопротонною кислотою.
При нагріванні на повітрі тверда H[AuCl4]·nH2O плавиться в кристалізаційній воді, швидко темніє і стає темно-коричневою.

## Отримання
Хлороауринову кислоту отримують шляхом розчинення золота в царській воді (суміш концентрованих азотної та соляної кислот) з наступним обережним випарюванням розчину:
 Au(s) + HNO3(aq) + 4 HCl(aq) → H[AuCl4](aq) + NO(g) + 2 H2O(l)
За деяких умов кисень можна використовувати як окиснювач. Для більшої ефективності ці процеси проводяться в автоклавах, що дозволяє краще контролювати температуру і тиск. Як варіант, розчин з хлороауриновою кислотою можна отримати електролізом металевого золота в хлоридній кислоті:
 2 Au(s) + 8 HCl(aq) → 2 H[AuCl4](aq) + 3 H2(g)
Щоб запобігти осадженню золота на катоді, електроліз проводять у камері, що обладнана мембраною. Цей спосіб використовується для переробки золота. Частина золота залишається в розчині у вигляді [AuCl2]−.

## Хімічні властивості
Оскільки аніон [AuCl4]− схильний до гідролізу, при обробці основою лужного металу хлороауринова кислота перетворюється на гідроксид золота(III). Споріднена сіль талію (Tl+[AuCl4]−) погано розчиняється у всіх нереагуючих розчинниках. Відомі солі катіонів четвертинного амонію. Інші комплексні солі включають [Au(bipy)Cl2]+[AuCl4]− і [Co(NH3)6]3+[AuCl4]−(Cl−)2.
Часткове відновлення хлороауринової кислоти дає дихлоридоаурат оксонію(1−). Відновлення також може дати інші комплекси золота(I), особливо з органічними лігандами. Часто ліганд служить відновником, як це показано на прикладі тіосечовини, CS(NH2)2:
 [AuCl4]− + 3 CS(NH2)2 + H2O → [Au(CS(NH2)2)2]+ + CO(NH2)2 + S + 2 Cl− + 2 HCl
Золотиста кислота є прекурсором наночастинок золота шляхом осадження на мінеральних основах. Нагрівання H[AuCl4]·nH2O в потоці хлору дає хлорид золота(III) (Au2Cl6). Наноструктури золота можна виготовити із хлороауринової кислоти в двофазній окисно-відновній реакції, за допомогою якої металеві кластери накопичуються шляхом одночасного прикріплення самоорганізованих тіолових моношарів до зростаючих ядер. [AuCl4]−[AuCl4]− переноситься з водного розчину в толуен за допомогою бромід тетраоктиламонію, де потім відновлюється водним борогідридом натрію в присутності тіолу.

## Використання
Хлороауринова кислота є прекурсором, який використовується для відділення золота від срібла (та інших металевих домішок) шляхом електролізу.
Рідинно-рідинна екстракція золотистої кислоти використовується для вилучення, концентрування, очищення та аналітичного визначення золота. Велике значення має видобуток H[AuCl4] із соляного середовища кисневмісними екстрагентами, такими як спирти, кетони, прості ефіри та естери. Концентрація золота(III) в екстрактах може перевищувати 1 моль/л. Екстрагентами, які часто використовуються для цієї мети, є дибутилгліколь, метилізобутил кетон, трибутилфосфат, дихлордіетиловий ефір(хлорекс).
У гістології хлороауринову кислоту називають «хлоридом коричневого золота» та її натрієву сіль Na[AuCl4] (тетрахлораурат натрію(III)) як «хлорид золота», «хлорид натрію золота» або «хлорид жовтого золота». Натрієва сіль використовується в процесі під назвою «тонування» для покращення оптичної чіткості зрізів тканини пофарбованих сріблом.

## Вплив на здоров'я та безпека
Хлороауринова кислота є сильним подразником очей, шкіри та слизових оболонок. Тривалий контакт шкіри із золотистою кислотою може призвести до руйнування тканин. Концентрована золотиста кислота є корозійною для шкіри, тому з нею потрібно поводитися з належною обережністю, оскільки вона може спричинити опіки шкіри, незворотні пошкодження очей і подразнення слизових оболонок. При роботі з сумішшю надягають рукавички.